# Coleophora beticella
Coleophora beticella é uma espécie de mariposa do gênero Coleophora pertencente à família Coleophoridae.